# Poliakrilamidna gelska elektroforeza DNK
Poliakrilamidno gelsko elektroforezo (PAGE) uporabljamo za ločevanje manjših fragmentov DNK (od 5 do 500 bp). S to metodo lahko dosežemo zelo veliko ločljivost fragmentov in ločimo celo molekuli, ki se razlikujeta za 1 bp. Osnovni gradnik poliakrilamidnih gelov je akrilamid. Polimerizacija akrilamida steče v prisotnosti prostih radikalov, katerih vir je običajno amonijev persulfat, stabilizira pa jih TEMED (N,N,N',N'-tetrametiletilendiamin). Če v polimerizacijsko reakcijo vključimo bifunkcionalni reagent N,N'-metilembisakrilamid, se poliakrilamidne verige prečno povežejo in tvorijo gel. Gel vlijemo med dve stekleni plošči, vzorce pa nanašamo z vrha. Običajno pripravljamo 3,5 do 20% gele, ki imajo eno molekulo bisakrilamida na 29 molekul akrilamida. Za ločevanje dvoverižne DNK uporabljamo nedenaturacijske pogoje in nizke napetosti (1-8 V/cm). Denaturacijske poliakrilamidne gele pa uporabljamo za ločevanje enoverižnih DNK. 